# 현성산
현성산(玄城山)은 경상남도 거창군에 있는 높이 965m의 산이다. 금원산에 딸린 부속 산으로 거무성 또는 거무시로 불려왔다.

## 같이 보기
- 한국의 산